# مرسي جميل عزيز
مرسي جميل عزيز (9 يونيو 1921 - 9 فبراير 1980)، شاعر مصري. ولد بمدينة الزقازيق بمحافظة الشرقية. وتوفي في 9 فبراير 1980 ودفن بمسقط رأسه.

## نشأته
ولد مرسي جميل عزيز بمدينة الزقازيق لأب كان يعمل تاجرًا للفاكهة، وكان لأبيه دورا في حياة نجله واهتماماته الأدبية والفنية منذ صغره، فحفظ الكثير من آيات القرآن الكريم، والمعلقات السبع كاملة، وقرأ لكثير من الشعراء يتقدمهم بيرم التونسي، وبدأ مرسي حياته المهنية كتاجر فاكهة مثل والده، حتى أنه تأثر بنداءات الباعة على الفاكهة وبالأغاني الشعبية واستوعبها.

## بداياته
كتب أول قصيدة شعرية في سن الثانية عشرة في رثاء أستاذه. وفي عام 1939 أذيعت له أول أغنية في الإذاعة ولم يتجاوز الثامنة عشرة بعنوان «الفراشة» ولحنها الموسيقار رياض السنباطي. وفي نفس العام انطلقت شهرته عندما كتب أغنية «يا مزوق يا ورد في عود» وغناها المطرب عبد العزيز محمود.

## تعليمه
حصل على البكالوريا من مدرسة الزقازيق الثانوية عام 1940، والتحق بكلية الحقوق، وهناك أصبح رئيسًا وعضوًا لعدة جماعات أهمها الشعر، والآداب، وفنون التصوير، والموسيقى، والتمثيل، كما انضم لفريق الرحلات، وفيما بعد لم يكتف بموهبته لكتابة الشعر فدرس اللغة العربية والشعر والأدب والتراثين العربي الحديث والقديم، وكذا الأدب العالمي وأصوله ونظرياته وقواعده النقدية، كما التحق بمعهد السينما، وكان الأول على دفعته، وحصل على دبلوم في فن كتابة السيناريو عام 1963.

## نبوغه الفني

### مع أم كلثوم
غنّت له أم كلثوم الثلاثية الشهيرة التي لحنّها بليغ حمدي وهي: سيرة الحب، فات المعاد، ألف ليلة وليلة.

### مع عبد الحليم حافظ
غنّى من كلماته عبد الحليم حافظ، وكان له النصيب الأكبر بـ35 أغنية، بدايةً بـ«مالك ومالي يا أبو قلب خالي»، مرورًا بـ (نعم يا حبيبي، بأمر الحب، يا خلي القلب، بتلوموني ليه، في يوم في شهر في سنة)، وغيرها من الأغاني.

### مع محمد عبد الوهاب
تجلى التعاون مع عبد الوهاب في أغنية «من غير ليه» التي كانت آخر أغاني مرسي جميل عزيز، استمر العمل فيها لعامين بسبب خلافات بين عبد الوهاب ومرسي على بعض كلمات الأغنية، وكان من المقرر أن يغنيها عبد الحليم لكن وفاته حالت دون ذلك، وغناها عبد الوهاب في 1989.

### مع فيروز
هو الشاعر المعاصر المصري الوحيد الذي غنّت له السيدة فيروز قصيدته «سوف أحيا»، وأصبحت الأغنية بعدها واحدة من أهم الأغنيات في تراث الإذاعة المصرية، حيث سُجّلت في استديوهاتها أثناء زيارة فيروز والرحبانية إلى القاهرة.

### مع فايزة أحمد
وساعد الشاعر في نجاح العديد من المطربين إذ أن أغنياته ساهمت في شهرة فايزة أحمد، إذ كان أول من آمن بموهبتها وقدّمها في الإذاعة المصرية بعد أن جاءت من سوريا، ومن أغانيه لها «تمر حنة، يامه القمر ع الباب، ليه يا قلبي ليه، حيران، بيت العز».
كذلك محرم فؤاد، الذي ألّف له كلمات فيلمه الأول مع سعاد حسني «حسن ونعيمة»، كما تعاون مع شادية، في عدة أعمال منها أغاني فيلم  «الزوجة 13»، وقدّمت أجمل أغانيها «على عش الحب، وحياة عينيك».
تغنى معظم المطربين بكلماته ومنهم: وردة الجزائرية، فريد الأطرش، صباح، محرم فؤاد، محمد قنديل، هاني شاكر، محمد ثروت.

### أعماله للسينما
مرسي ألّف أغاني لـ25 فيلمًا بدأها بـ«مبروك عليكي» عام 1949، واختتمها بـ«مولد يا دنيا» عام 1976، وأشهرها أفلام: «حكاية حب، أنا وبناتي، المرأة المجهولة، أحبك يا حسن، أدهم الشرقاوي، الشموع السوداء، ويوم بلا غد»، وتنوعت حالات أغانيه بين طابع التفاؤل كـ«ليه تشغل بالك، ضحك ولعب»، والقصيدة الشعرية والأغنية الإنسانية التأملية مثل «غريبة منسية، وأعز الناس»، وكتب أيضا عدة أغانٍ وطنية منها «بلدي يا بلدي» لـ«حليم»، و«بلدي أحببتك يا بلدي» لمحمد فوزي.
قام بكتابة الأغنية بألوانها المختلفة العاطفية والوطنية والشعبية والدينية ووصلت لأكثر من ألف أغنية وقصيدة ولذلك لقب بشاعر الألف أغنية. وإلى جانب كتابته للشعر والأغنية كتب الأوبريت الغنائي والقصة القصيرة والسينمائية وسيناريوهات بعض الأفلام وأيضا كانت له المقالات الأدبية في الصحف والمجلات المصرية حتى اعتبره النقّاد ظاهرة أدبية وفنية بارزة.

## التكريم
كرمته الدولة بوسام الجمهورية للآداب والفنون عام 1965 من الرئيس الراحل جمال عبد الناصر، ضمن أول مجموعة صغيرة مرموقة تحصل علية في مجالات الفكر والفنون والآداب، كما أطلقت محافظة الشرقية اسمه على الشارع الذي كان يسكن فيه بمدينة الزقازيق.

## وفاته
في التاسع من شهر فبراير من عام 1980م توفي مرسي جميل عزيز على إثر إصابته بمرض خطير سافر بسببه إلى الولايات المتحدة الأمريكية للعلاج، وبعد فترة قضاها في المستشفيات الأمريكية عاد ليموت فوق تراب مصر ودفن في مسقط راسه.

## وصلة خارجية
- مرسي جميل عزيز على موقع ميوزك برينز (الإنجليزية)
- مرسي جميل عزيز على موقع ديسكوغز (الإنجليزية)
- مرسي جميل عزيز على قاعدة بيانات الأفلام العربية.
- من غير ليه بصوت محمد عبد الوهاب
- مرسي جميل عزيز يتحدث عن أغنية سيرة الحب
- مرسي جميل عزيز يتحدث عن عبد الحليم حافظ